# Grantia harai
Grantia harai är en svampdjursart som beskrevs av Hozawa 1929. Grantia harai ingår i släktet Grantia och familjen Grantiidae.
Artens utbredningsområde är havet kring Japan. Inga underarter finns listade i Catalogue of Life.